# Guy Haarscher
Guy Haarscher, né en 1946, est un philosophe et professeur ordinaire émérite de la Faculté de philosophie et lettres et de la Faculté de droit de l'université libre de Bruxelles. Il est spécialiste de la pensée de Karl Marx, Georg Lukács et de la laïcité.

## Biographie
Guy Haarscher est président du Centre Perelman de philosophie du droit (ULB), Visiting Professor of Law à l'université Duke de 1985 à 2010 et Recurrent Visiting Professor à la Central European University de Budapest de 1992 à 2011. 
Guy Haarscher est actuellement professeur au Collège d'Europe à Bruges, ainsi qu'à l'European Inter-University Centre for Human Rights and Democratisation (en) (EIUC) de Venise. Il a été jusqu'en 2005 Visiting Professor à l'European Academy for the Theory of Law, à Bruxelles.
De 1997 à 2000, il est le doyen de la Faculté de philosophie et lettres de l'ULB. En 2000, il fait campagne pour devenir recteur de l'université mais n'est pas élu. Depuis, son activité intellectuelle se concentre sur des problèmes d'actualités comme le terrorisme, la morale sociale, les affaires de mœurs.
En mars 2016, il lance un MOOC (en français : cours en ligne ouvert et massif, CLOM) consacré à l'étude de la pensée critique.

## Distinctions
- Prix des Droits de l'homme de la Communauté française de Belgique en décembre 1989, pour l'ouvrage Philosophie des droits de l'homme.
- Prix Duculot de l'Académie royale de Belgique (Classe des Lettres) en 1981, pour l'ouvrage L'Ontologie de Marx.

## Publications
- Approche des écrits de jeunesse de Lukács, in Georges Lukács, L'Âme et les formes (traduction, notes introductives  et postface de G. H.), Paris, collection : bibliothèque de philosophie, Gallimard, 1974; pages 277-353.
- L'Ontologie de Marx. Le problème de l'action des textes de jeunesse à l'œuvre de maturité, Bruxelles, Éditions de l'Université de Bruxelles, 1980, 303 p.,  (ISBN 2800407093). Un livre paru à Paris aux éditions Klincksieck [Solange MERCIER-JOSA, Retour sur le jeune Marx, 1986, 195 p.] est quasi entièrement consacré à une analyse critique de L'Ontologie de Marx.
- Égalité et politique, Bruxelles, Bruylant, Travaux du Centre de philosophie du droit, 1982, 126p.
- Philosophie des droits de l'Homme, Bruxelles, Éditions de l'Université de Bruxelles, 1987, 4e éd. révisée: 1993,  (ISBN 2800410744)
- La Raison du plus fort. Philosophie du politique, Bruxelles, Éditions Mardaga, 1988, 176 p.
- La Laïcité, Paris, PUF, coll. "Que sais-je ?", no 3129, PUF, 1996, 4e éd. révisée : 2008, 6e  éd. révisée : 2017, 128 pages. L'ouvrage a été traduit en polonais, en portugais et en arabe.
- Le Fantôme de la liberté : la servitude volontaire de l'homme moderne, Bruxelles, Labor, 1997, 3e éd.: 2008, 93 p.,  (ISBN 2-8040-2103-3)
- Philosophie du droit, avec Benoît Frydman, Paris, Dalloz, 1998, 2e éd. remaniée: 2001, 138 p.
- Les démocraties survivront-elles au terrorisme ?, Éditions Labor, 2002, 3e éd. augmentée: Bruxelles, éd. Cortex, 2008, 150 p.
- Avec Mario Telo, Après le communisme ? Les bouleversements de la théorie politique, Bruxelles, Éditions de l'Université de Bruxelles, 1993,  (ISBN 2800410582)
- Chemins de spiritualité, Jeunes en quête de sens, éd. Racine,  (ISBN 2873862815) (ouvrage collectif avec : Gabriel Ringlet, Luc Albarello, Henri Madelin, Armand Beauduin, Guy Rainotte)
- Avec Boris Libois, Les Mutations de la démocratie représentative, Bruxelles, Éditions de l'Université de Bruxelles, 1997,  (ISBN 2800411759)
- « La Laïcité à l'épreuve du voile » (débat avec Marc Jacquemain), Politique, revue de débats, Bruxelles, n°57, décembre 2008.
- La Cour suprême des Etats-Unis : Les droits de l'Homme en question, coll. L'Académie en poche, préface de Carine Doutrelepont,  Académie royale de Belgique, 2014

## Entretien
- Noms de Dieux, entretien avec Edmond Blattchen, 21 janvier 1993, RTBF